# Ozyptila nigristerna
Ozyptila nigristerna är en spindelart som beskrevs av Raymond Comte de Dalmas 1922. Ozyptila nigristerna ingår i släktet Ozyptila och familjen krabbspindlar.
Artens utbredningsområde är Italien. Inga underarter finns listade i Catalogue of Life.